# Hofwegen
Hofwegen est une ancienne commune néerlandaise de la province de la Hollande-Méridionale. C'est également le nom d'un ancien village de cette province, aujourd'hui simple quartier de Bleskensgraaf, un village qui fait partie de la commune de Molenlanden.
Entre 1812 et 1817 Hofwegen a été rattaché temporairement à Bleskensgraaf, en même temps que Wijngaarden. Le 1er janvier 1855, Hofwegen et Bleskensgraaf fusionnent pour former la commune de Bleskensgraaf en Hofwegen.